# Exposé (informatyka)
Exposé to funkcja systemu operacyjnego OS X dostępna od wersji 10.3 Panther do wersji 10.6 Snow Leopard. W wersji 10.7 Lion Exposé, Dashboard i Spaces połączono w Mission Control.
Po naciśnięciu właściwej kombinacji przycisków wszystkie otwarte okna są minimalizowane lub okno programu aktywnego jest minimalizowane i przedstawione jak karta do gry na pulpicie. Użytkownik może wtedy wybrać okno, z którym jako następnym chce pracować i je powiększyć. Wszystkie okna mogą też zostać przesunięte z widzialnego obszaru by uzyskać swobodny dostęp do pulpitu i obiektów znajdujących się na drugim planie.
Zamiast kombinacji przycisków można też wywołać funkcję exposé przez przesunięcie myszy do jednego z rogów ekranu lub naciśnięcie jednego z przycisków myszy.
Funkcja exposé, w komputerach z warstwą Quartz zapewnia dodatkowo aktualizację okien na bieżąco.
Apple na swojej stronie domowej (patrz niżej) demonstruje funkcję exposé w oknie przeglądarki.
Funkcjonalność exposé jest obecnie dostępna również w innych systemach operacyjnych. Tak na przykład dla Windows jest to program iEx, dla systemu Unix – Skippy, dla środowiska graficznego KDE – Komposé, a dla menedżera okien Compiz i Beryl wtyczka scale. W systemie operacyjnym Windows Vista istnieje podobna funkcja (Windows Flip 3D, która po wywołaniu układa okna trójwymiarowo w szereg. My Exposé wszakże odpowiada blisko funkcjonalnie i optyczne funkcji exposé makintoszy i może zostać dodatkowo zainstalowany w systemie operacyjnym Vista.